# Kościół Najświętszej Maryi Panny Królowej Polski we Wrocławiu
Kościół Najświętszej Maryi Panny Królowej Polski – rzymskokatolicki kościół parafialny należący do dekanatu Wrocław Krzyki archidiecezji wrocławskiej. Znajduje się na osiedlu Klecina.

## Historia
Świątynia zbudowana została w latach 1905–1906 przez ewangelików według projektu wrocławskich architektów: Alfreda Böttchera i Richarda Gaze. Od 1946 roku należy do katolików.

## Architektura i wnętrze
Świątynia reprezentuje styl eklektyczny z przewagą neogotyku i elementami architektury secesji. Jest to budowla murowana, posiadająca konstrukcję halową z trzema przęsłami, Posiada asymetryczne nawy boczne i emporę nad halą wejściową, z boku fasady szczytowej znajduje się wieża, natomiast w narożach znajdują się aneksy. Elewacje kościoła są wykonane z cegły i posiadają otynkowane blendy (w murze znajdują się wnęki w formie arkady lub okna), we wnętrzu znajdują się także empory, które otaczają nawę główną.
Okna świątyni są ozdobione witrażami (niektóre z nich zostały wykonane na początku XX wieku): wiele zostało ufundowanych lub odrestaurowanych w ostatnich latach dzięki hojności parafian. Na ścianach naw bocznych są z kolei umieszczone stacje Drogi Krzyżowej wykonane techniką mozaiki szklanej. Nawa główna jest zamknięta przez prostokątne prezbiterium, z którego prawej strony wchodzi się do zakrystii. Na frontowej ścianie prezbiterium nad tabernakulum znajduje się duża kamienna rzeźba Ukrzyżowanego. Nad nią jest umieszczone okno ozdobione witrażem przedstawiającym patronkę świątyni – Najświętszą Maryję Pannę Królową Polski. Na bocznych ścianach prezbiterium są umieszczone dwa duże ceramiczne obrazy mozaikowe przedstawiające „Emaus” oraz cudowne rozmnożenie chleba.